# Симмонс, Гэйл
Гэйл Си́ммонс (англ. Gail Simmons; 19 мая 1976, Торонто, Онтарио, США) — канадский шеф-повар, телеведущая, писательница, обозреватель.

## Биография
Гэйл Симмонс родилась 19 мая 1976 года в Торонто (провинция Онтарио, США). Гэйл была третьим ребёнком в семье евреев Айвора и Рене Симмонс.
Окончила Университет Макгилла, где она изучала антропологию и испанский язык.

## Карьера
Гэйл начала свою карьеру журналистки с написания обзоров на рестораны в «McGill Tribune». После этого она устроилась на работу в ежемесячный журнал «Toronto Life», а затем в ежедневную газету «Post».
Гэйл участвовала в известных кулинарных фестивалях.
Гэйл является активным сторонником организации «Common Threads», которая занимается обучением детей из малообеспеченных семей: «Мы придерживаемся простого убеждения, что каждый ребенок заслуживает право на образование, независимо от его происхождения».

## Личная жизнь
С 2008 года Гэйл замужем за бизнесменом Джереми Абрамсом. У супругов двое детей — дочь Далия Рэй Абрамс (род. 29.12.2013) и сын Коул Джек Абрамс (род. 23.05.2018).